# Jámbor Ferencz
Jámbor Ferencz (Nagyszalonta, 1973. március 19. –) kortárs képzőművész, designer.

## Életpályája
Tanulmányait 1996 és 2001 között végezte a Nagyváradi Vizuális Művészetek Egyetemén, művészetpedagógia szakon. Mesterei Ioan Aurel Muresan, Holló Barna és Dan Perjovschi voltak. Számos csoportos és egyéni kiállításon vett részt. Alkotásai megtalálhatóak hazai és külföldi gyűjteményekben. Jelenleg szabadfoglalkozású kortárs képzőművész. 2008-tól rendszeresen fellépett az Opál Színház performanszaiban. 2010-től a budapesti Barakk Művészeti Csoport tagja.

## Kiállításai

### Egyéni
- 2003 Nagyvárad - Tibor Ernő Galéria
- 2003 Nagyszalonta - Arany Palota
- 2008 X. Plein Art Kortárs művészeti fesztivál (Párizs, Texas Galéria - Budapest)
- 2016 Székesfehérvár - Ady Bár és Galéria

### Csoportos
- 1998 Küszöb (Intermedia) - Nagyszalonta - Arany Palota
- 2000 Millennium -  Nagyszalonta- Arany Palota
- 2002 Experiment 8 - Nagyvárad - Tibor Ernő Galéria
- 2002 Varadinum -  Nagyvárad- Tibor Ernő Galéria
- 2003 A Magyar Kultúra Napja - Nagyvárad - Tibor Ernő Galéria
- 2003 Tavaszi Szalon - Nagyvárad - Romániai Művészek Egyesületének Galériája
- 2003 Nemzetközi grafikai Biennálé - Kolozsvár
- 2004 Matricák: Kisméretű Elektrográfiák Nemzetközi Kiállítása - Budapest - Vasarely Múzeum
- 2004 Országos Ex Libris Kiállítás - Bákó - Nemzetközi Kulturális Központ Galériája
- 2005 Rácz József Galéria - Nagykőrös
- 2005 Genova
- 2006 „Nagyszalonta 400 éves” - Nagyszalonta - Arany Palota
- 2008 Titanic abszurd fesztivál - Kismaros
- 2008 Present Plusz Galéria - Budapest 2009 XI. Plein-Art Kortárs Művészetek Fesztiválja - Budapest
- 2010 Found in Crisis Nagyvárad - Konstant Galéria
- 2010 ArtStroke Budapest - Barakk Galéria
- 2010 ArtUfo Budapest - Boulevard és Brezsnyev Galéria
- 2012 Atelier DIY Temesvár - Gluga Neagră
- 2013 Az örökkévalóság ígérete - Gyula - Vár Galéria
- 2017 17. ARC óriásplakát kiállítás Budapest - Ötvenhatosok tere
- 2017 Transparency International Magyarország „Nekem az EU…” plakátkiállítás, Átláccó Feszt Budapest - A38 Hajó

## Performance
- 2008. Opál Színház: Utolsó dadaista szimfónia > Kiüresedő lényegek - Bada Dada retrospektív kiállításának megnyitója (Present Plus Galéria, Budapest)
- 2008. Opál Színház: Utolsó dadaista szimfónia #2 > Expanzió XX. Fesztivál kiállításának megnyitója (Magyar Műhely Galéria, Budapest)
- 2009. Opál Színház: A butaság szimfóniája > A butaság délutánja c. programban (Jelen bisztró, Budapest)